# Rancho Nuevo, Santiago Llano Grande
Rancho Nuevo är en ort i Mexiko.   Den ligger i kommunen Santiago Llano Grande och delstaten Oaxaca, i den sydöstra delen av landet, 300 km söder om huvudstaden Mexico City. Rancho Nuevo ligger 122 meter över havet och antalet invånare är 535.
Terrängen runt Rancho Nuevo är platt. Runt Rancho Nuevo är det ganska tätbefolkat, med 60 invånare per kvadratkilometer. Närmaste större samhälle är Cuajinicuilapa de Santa Maria, 19,4 km väster om Rancho Nuevo. I omgivningarna runt Rancho Nuevo växer huvudsakligen savannskog.